# Zethera hestioides
Zethera hestioides är en fjärilsart som beskrevs av Felder 1861. Zethera hestioides ingår i släktet Zethera och familjen praktfjärilar. Inga underarter finns listade i Catalogue of Life.

## Bildgalleri

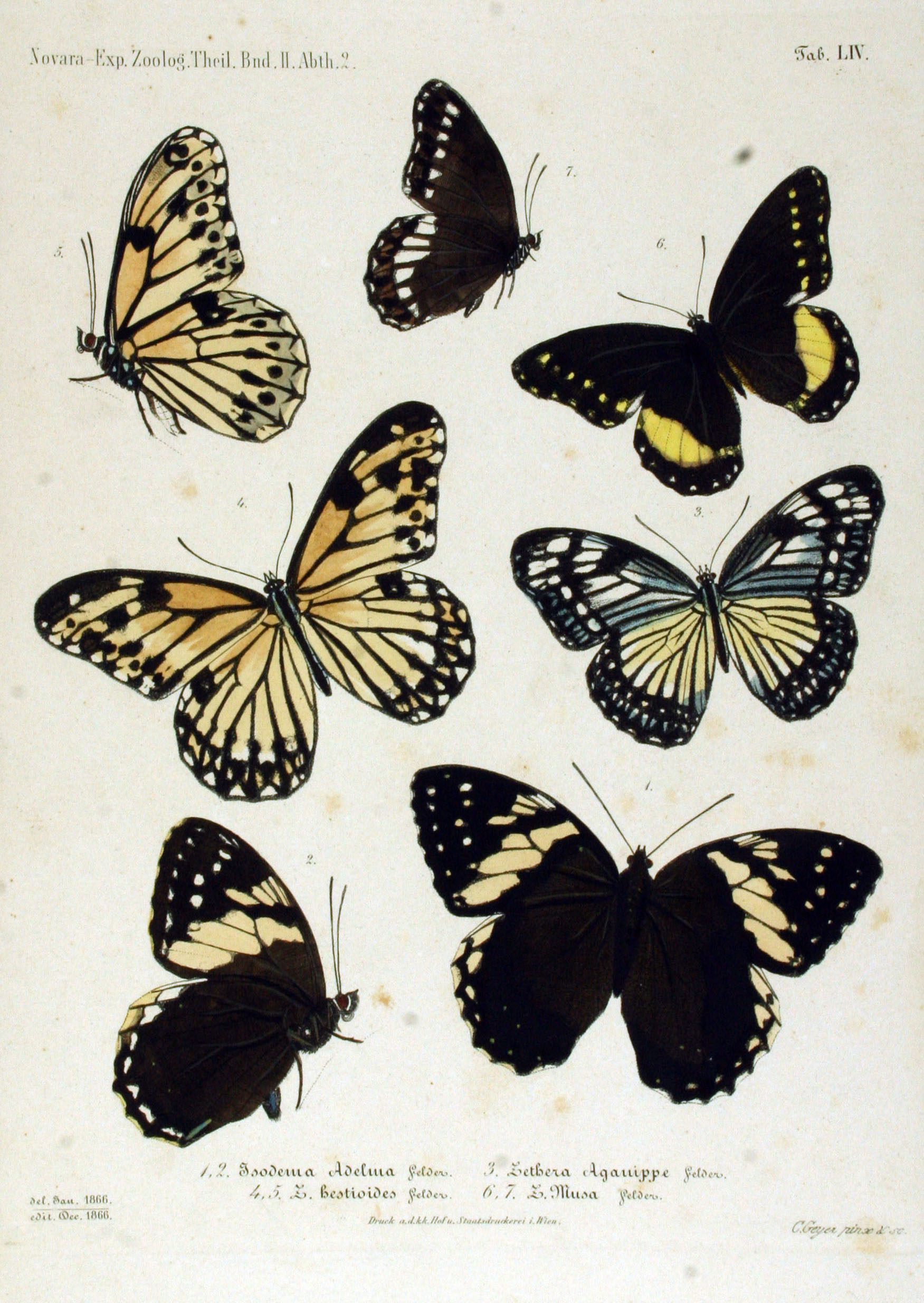